# Tomoka Kimura
Tomoka Kimura (japanisch 木村 友香 Kimura Tomoko; * 12. November 1994, in Shizuoka, Präfektur Shizuoka) ist eine japanische Mittel- und Langstreckenläuferin.

## Sportliche Laufbahn
Erste internationale Erfahrungen sammelte Tomoka Kimura bei den Crosslauf-Weltmeisterschaften 2011 in Punta Umbría, bei denen sie in der U20-Altersklasse in 19:56 min auf den 13. Platz gelangte und sich mit der Mannschaft die Bronzemedaille sicherte.  Anschließend nahm sie im 3000-Meter-Lauf an den Jugendweltmeisterschaften nahe Lille teil und gelangte dort in 9:11,36 min auf den siebten Platz. Bei den Crosslauf-Weltmeisterschaften 2015 in Guiyang gelangte sie in 30:01 min auf Rang 63 und 2019 nahm sie im 5000-Meter-Lauf an den Weltmeisterschaften in Doha teil und schied dort mit 15:53,08 min im Vorlauf aus. 2025 gewann sie bei den Asienmeisterschaften in Gumi in 4:11,56 min die Bronzemedaille im 1500-Meter-Lauf hinter der Chinesin Li Chunhui und Pooja Chaudhary aus Indien.
2016 wurde Kimura japanische Meisterin im 1500-Meter-Lauf sowie 2019 über 5000 Meter.

## Persönliche Bestleistungen
- 1500 Meter: 4:10,51 min, 18. Mai 2025 in Tokio
- 2000 Meter: 5:47,17 min, 13. September 2016 in Marseille (japanischer Rekord)
- 3000 Meter: 8:55,14 min, 7. Juli 2018 in Kitami
- 5000 Meter: 15:02,48 min, 10. Dezember 2021 in Kyōto
  - 5000 Meter (Halle): 15:19,13 min, 15. Februar 2025 in Boston
- 10-km-Straßenlauf: 31:01 min, 26. Februar 2023 in Castelló de la Plana